# Revelações Sertanejo
O Revelações Sertanejo  é uma premiação da TV Aparecida realizada anualmente em que o público vota entre quatros artistas que fizeram sucesso durante o ano na emissora e na música. Foi realizada em  2018  e 2022 no programa  apresentado por Amanda Françozo o  reality show musical em 2023 mudou o nome para Revelações Brasil